# Louis-Bernard Guyton de Morveau

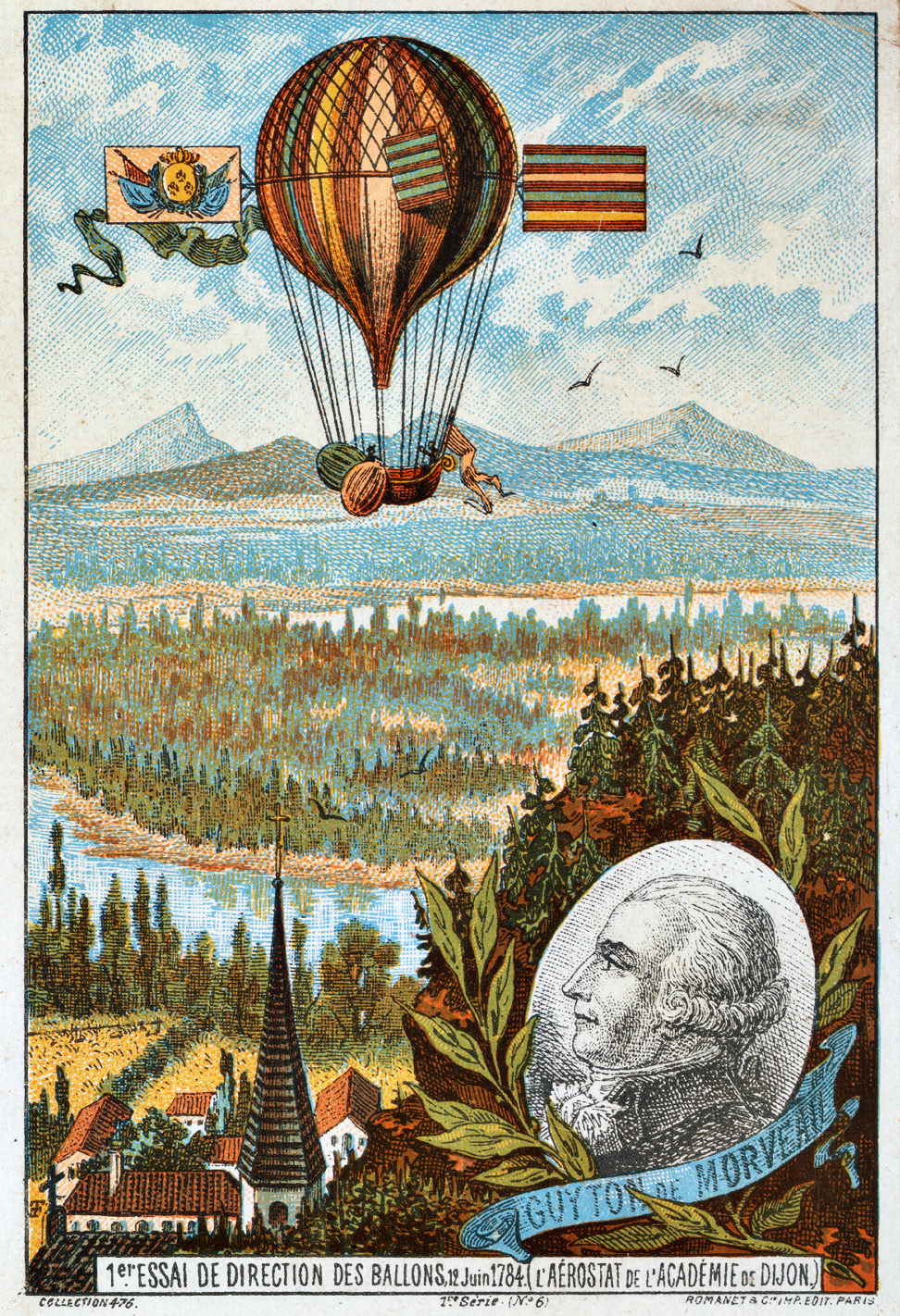
Pierwszy lot balonem Ludwika Bernarda Guytona de Morveau 18 czerwca 1784.

Louis-Bernard Guyton de Morveau, także Guyton-Morveau (ur. 4 stycznia 1737 w Dijon, zm. 2 stycznia 1816 w Paryżu) – francuski chemik i polityk.
Przed rewolucją francuską był studiującym chemię deputowanym miasta Dijon. Był współtwórcą L'Encyclopédie Méthodique. Interesował się wykorzystaniem złożonych związków węgla i opracowywaniem ich produkcji na skalę przemysłową. Był twórcą usystematyzowanego nazewnictwa związków chemicznych.
W czasie rewolucji francuskiej był deputowanym z ramienia departamentu Côte-d’Or do francuskiego Zgromadzenia Narodowego. Przez pewien czas był nawet jego przewodniczącym. Wówczas opowiedział się za karą śmierci dla Ludwika XVI.
Utworzył Politechnikę, gdzie zajmował się modernizacją nauki. W roku 1797 został jej dyrektorem.